# Isamaaliit (Zwischenkriegszeit)
Isamaaliit (zu deutsch Vaterlandsunion) war zwischen 1935 und 1940 eine patriotische Einheitsorganisation in der Republik Estland.

## Vorgeschichte
Am 12. März 1934 riss der estnische Staats- und Regierungschef Konstantin Päts in einem unblutigen Staatsstreich mit Hilfe des Militärs die Macht an sich. Er wollte damit einen sicher geglaubten Sieg des rechtsextremistischen Bundes der Freiheitskämpfer bei der für April 1934 geplanten Wahl zum estnischen Staatspräsidenten verhindern.
Die in Päts gesetzten Hoffnungen auf eine rasche Wiederherstellung der Demokratie erfüllten sich nicht. Am 2. Oktober 1934 konnte das Parlament (Riigikogu) zum letzten Mal frei zusammentreten. Am 5. März 1935 verbot Innenminister Johan Müller die Tätigkeit politischer Organisationen. Davon waren auch die Aktivitäten aller politischen Parteien umfasst, darunter auch Päts’ eigener Partei.

## Gründung
Im Gegenzug wurde am 7. März 1935 die Gründung der Isamaaliit als national-patriotische und überparteiliche Vereinigung verkündet. Sie bildete damit einen Gegenentwurf zur zersplitterten parlamentarischen Demokratie der Zwischenkriegszeit.
Die Isamaaliit wurde mit Datum vom 22. Februar 1934 in das estnische Vereinsregister eingetragen. Die Gründungssatzung trägt die Unterschrift von Hans Oidermaa, Hugo Kukke und Edgar Kigaste.
Die Isamaaliit wurde offiziell als Kulturorganisation geführt. De facto bildete sie eine politische Unterstützungsorganisation für die autoritäre Regierung Päts. Sie kam damit dem Typus einer nationalen Einheitspartei sehr nahe. Ihre Mitglieder waren verpflichtet, die politische Linie der Regierung zu unterstützen. Die Willensbildung innerhalb der Isamaaliit fand von oben nach unten statt.

## Ziele
Mit der Gründung der Isamaaliit verfolgte die Regierung das Ziel, politische Unterstützung für sich zu kanalisieren, eine überparteiliche national-patriotische Gesinnung in die Bevölkerung zu tragen, politische Opposition gezielt zu bekämpfen und eine neue politische Elite für das Land aufzubauen.
In §1 der Satzung der Isamaaliit hieß es dazu:
Die Vaterlandsunion ist eine Vereinigung, deren Ziel ein starker estnischer Staat und estnisches Vaterland sind, sowohl nach innen wie nach außen. Die Vaterlandsunion entwickelt zur Erreichung des Ziels den gemeinsamen Fortschritt und Geist der Zusammengehörigkeit des ganzen estnischen Volkes, die feste Zusammenarbeit aller Volksschichten, Einmütigkeit und staatliche Denkweise, um das estnische Volk für den Dienst an den Zielen des estnischen Vaterlands zu vereinen, unter dem Schutz und der Führung der Staatsmacht.
Eine wesentliche Rolle spielte die Isamaaliit 1936 bei der Bildung der „Volksfront für die Verwirklichung des Grundgesetzes“ (Põhiseaduse Elluviimise Rahvarinne), mit der ihre Mitgliederschaft fast identisch war. Die Volksfront diente der Mobilisierung für die Annahme der neuen, ganz auf das autoritäre Regime von Konstantin Päts zugeschnittenen estnischen Verfassung und den Wahlen zum neuen Parlament 1938.

## Mitglieder und Struktur
Anfang rekrutierten sich Führungspersonal und Mitglieder stark aus Päts’ eigener Partei, dem konservativ-agrarischen Bund der Landwirte (Põllumeeste Kogud). Später verbreitete sich das Spektrum. Für denjenigen, der in Staat und Gesellschaft Karriere machen wollte, empfahl sich eine Mitgliederschaft in der Isamaaliit.
Oberste Organe der Isamaaliit waren die Vollversammlung (täiskogu) und den Zentralrat (keskjuhatus). Ihr Sitz war in der Hauptstadt Tallinn. Geführt wurde die Isamaaliit vom Zentralkomitee der Vollversammlung, dem Zentralrat und der Zentralen Revisionskommission. In jedem Landkreis gab es ein entsprechendes Landkreis-Komitee, darüber hinaus ein Stadt-Komitee für Tallinn und Tartu. Führende Persönlichkeiten der Isamaaliit waren Kaarel Eenpalu, Jüri Uluots, Ants Oidermaa, August Jürima und Oskar Suursööt.
Die Isamaaliit war eng mit der ebenfalls 1935 gegründeten Tageszeitung Uus Eesti („Neues Estland“) verbunden. Sie war bis 1940 das führende Sprach- und Propagandaorgan der Regierung.

## Konkurrierende Organisationen
Die Isamaaliit war nicht die einzige neue Machtbasis, auf die sich die autoritäre Herrschaft unter Konstantin Päts stützte. Große Teile des Militärs unter ihrem Befehlshaber Johan Laidoner blieben dem Regime treu, entwickelten aber einen eigenen national-patriotischen Corpsgeist, ohne sich der Isamaaliit anzuschließen.
Gleichzeitig wurden im Geiste des autoritären Korporatismus zwischen 1934 und 1936 zur Unterstützung der Regierung und Überwindung der Klassengegensätze fünfzehn berufsständische Organisationen gebildet, die das gesamte gesellschaftliche Spektrum repräsentieren sollten. Auch hieraus wurde die neue Führungsschicht rekrutiert. Diese Konkurrenzsituation trug zu Spannungen mit der Isamaaliit bei.

## Ende
Mit der sowjetischen Besetzung Estlands im Sommer 1940 wurde die Isamaaliit verboten. Ihre Führung wurde größtenteils von den neuen stalinistischen Machthabern ins Innere der Sowjetunion deportiert oder hingerichtet. Einigen gelang die Flucht ins westliche Exil.